# Lituites
Lituites é um gênero fóssil de cefalopode encontrado em Hunan, província na região central da China, e datado do período Ordoviciano Médio (460milhões de anos atrás). Se destacam por serem um dos primeiros cefalópodes a poderem nadar livremente e também por sua concha com uma parte reta (onde deveria abrigar o corpo do animal) e outra posterior em espiral (formada por câmaras onde o animal controlava os níveis de líquido e gás para controlar sua profuntidade), sua concha mede, geralmente, menos de 30 centímetros .
Devido a forma característica de sua concha, alguns o classificam como um amonóide primitivo .
As principais espécies são Lituites breynius, L. littuus, L. undatus, L. convolvans, e L. angulatus.

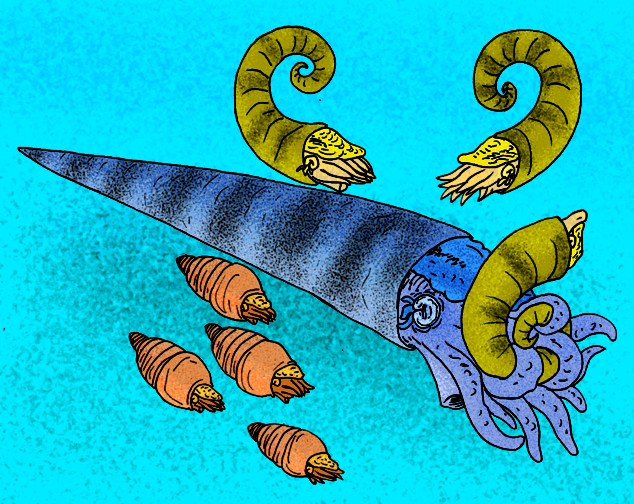
Um Cameroceras atacando três Lituites.